# Johann Friedrich Schmidt (Töpfer)

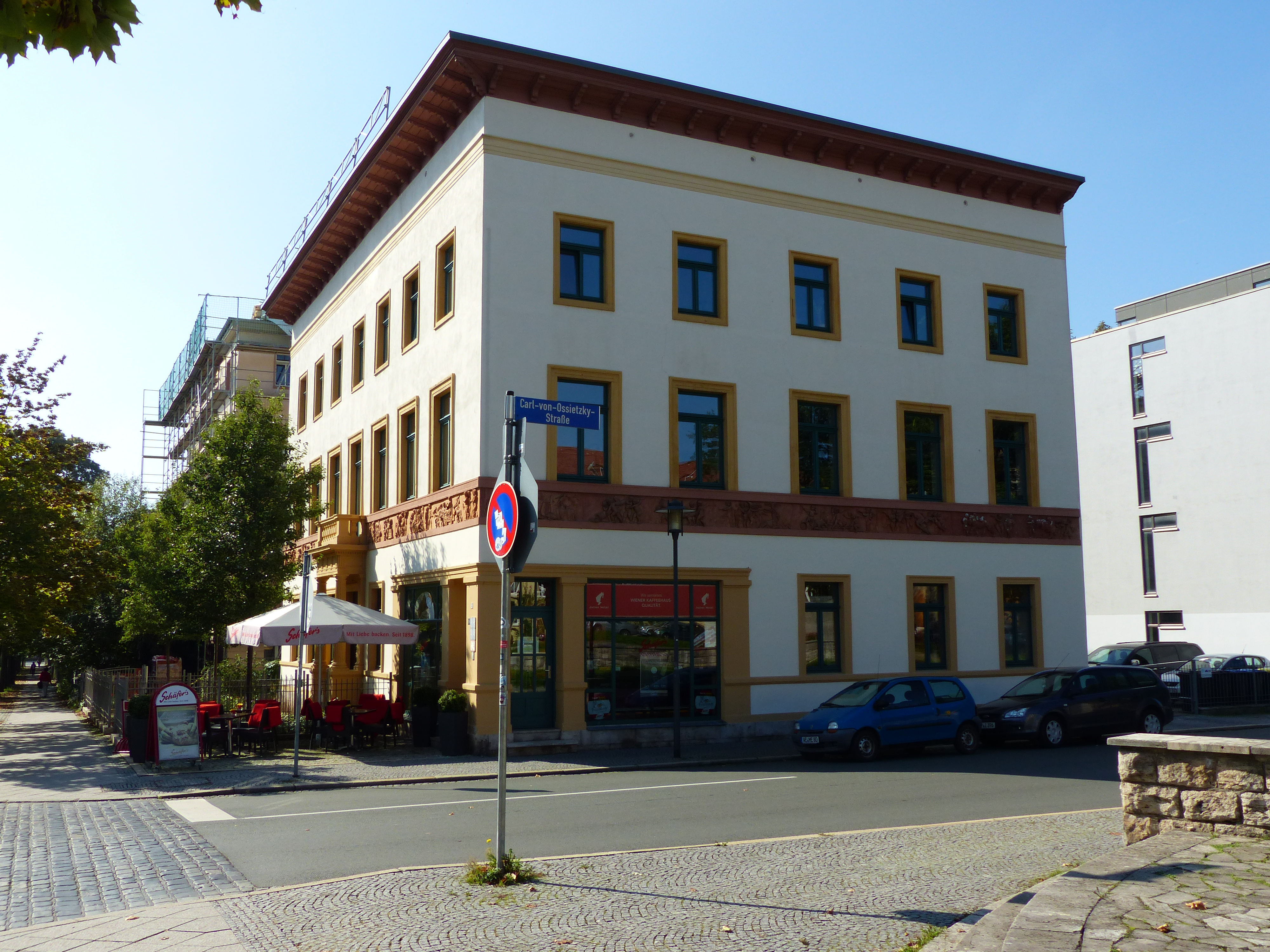
Stegmannsches Haus Nordseite, gebrannt in Schmidts Töpferei

Johann Friedrich Schmidt (* 11. Februar 1818; † 23. Juli 1899 in Weimar) war ein Töpfer und Ofenfabrikant in Weimar.

## Leben
Schmidt gründete seine Ofenfabrik, die aus der alten Hoftöpferei hervorgegangen war. Die Ofen- und Tonwarenfabrik bestand am Brühl 10 von 1844 bis 1939. Johann Friedrich Schmidt war großherzoglich-sächsischer Hoftöpfer. Schmidts Vorgänger waren die Hoftöpfer Johann Friedrich Nindel (1766–1813), der 1792 die Hoftöpferei gründete, und Conrad Engelmann  (1782–1853). Schmidt legte 1844 seine Meisterprüfung ab und wurde in Weimar Innungsmitglied und Teilhaber des Betriebes von Conrad Engelmann, der auch Tonplastiken nach Entwürfen von Martin Gottlieb Klauer herstellte. Ab 1852 war er Alleininhaber. Schmidt war bei Engelmann bereits 1832 als Lehrling eingetreten. Mit dem Ofenbau machte Schmidt sich in Leipzig bei der Firma Spolz & Aey und in Dresden bei der Firma Wolf bzw. in der Döhlener Ofenfabrik vertraut. Schmidt ging auf Wanderschaft u. a. ins Brandenburgische.
Schmidt übernahm 1852 die kleine Hoftischlerei mit einem Lehrling und drei Gesellen, konnte diese aber binnen weniger Jahre um mehrere Grundstücke erweitern. Auch wurden die alten Engelmannschen Gebäude abgetragen und durch Neubauten ersetzt. Aus einer kleinen Manufaktur wurde schrittweise ein fabrikähnlicher Großbetrieb. 1899 umfasste die Belegschaft 25 Arbeiter und 10 Lehrlinge. Über die Produktionsabläufe selbst ließen sich kaum genauere Angabene ermitteln, außer dass der Ton aus der Umgebung vom Ettersberg, Gaberndorf bzw. dem Rothäuser Berg stammte, wo es eben größere Tonvorkommen in der näheren Umgebung gab. Schmidts Firma betrieb eine Dampfknetmaschine. Schmidt war mit seinen Öfen auf zahlreichen Kunstausstellungen vertreten. Seine Ofenfabrik, die deutschlandweit lieferte, war die größte in Thüringen. Schmidt handelte zudem mit Eisenwaren.
Nicht nur Öfen, auch gusseiserne, wurden bei Schmidt produziert. Carl Martin von Stegmann hatte sein Haus in der Carl-August-Allee 9 mit einem Fries ausgestalten lassen, dass Hermann Wislicenus entwarf, Franz Jäde modellierte, und Schmidt schließlich brannte.
Die Töpferei führten nach Schmidts Tod Hermann Schmidt und Erich Schmidt weiter, erweiterten ihr Profil aber auch hin in den Heizungsbau.